# Vidice (Domažlicei járás)
Vidice település Csehországban, a Domažlicei járásban. Vidice Hostouň, Stráž, Staré Sedlo, Mířkov és Horšovský Týn településekkel határos. Lakosainak száma 175 fő (2024. január 1.).

## Népesség
A település lakosságának változását az alábbi diagram mutatja:
| Lakosok száma | 515  | 516  | 543  | 223  | 222  | 182  | 167  | 174  | 166  | 175  |
|               | 1869 | 1890 | 1921 | 1950 | 1980 | 2001 | 2017 | 2019 | 2022 | 2024 |